# Raphia approximata
Raphia approximata là một loài bướm đêm trong họ Noctuidae.